# Liste der Bodendenkmale in Kreischa
In der Liste der Bodendenkmale in Kreischa sind die Bodendenkmale der Gemeinde Kreischa und ihrer Ortsteile nach dem Stand der Auflistung von Harald Quietzsch und Heinz Jacob aus dem Jahr 1982 aufgelistet. Eventuelle Änderungen und Ergänzungen, insbesondere aus der Zeit nach der Wende, sind nicht berücksichtigt, da für Sachsen aktuell keine neueren allgemein zugänglichen Bodendenkmallisten vorliegen. Die Baudenkmale sind in der Liste der Kulturdenkmale in Kreischa aufgeführt.
| Denkmal-ID | Fundart            | Ortsteil    | Bezeichnung | Zeitstellung | Lage | Bemerkungen                                                                                   | Bild |
| ---------- | ------------------ | ----------- | ----------- | ------------ | --- | --------------------------------------------------------------------------------------------- | ---- |
| ?          | besonderer Stein   | Bärenklause | Steinkreuz  | Neuzeit      | westnordwestlich des Orts, westlich der Straße nach Babisnau, östlich eines Grunds, untere Ackerterrasse | Inschrift mit Jahreszahl 1750, auf der Flurgrenze mit Babisnau, Schutz seit 5. September 1972 |      |
| ?          | Befestigung > Burg | Kreischa    | Wasserburg  | Mittelalter  | östlicher Ortsrand, östlicher Bereich des Guts, in der Aue des Lockwitzbachs                             | Graben eingeebnet, modern überbaut, Schutz seit 28. Juni 1966                                 |      |
| ?          | Befestigung > Burg | Lungkwitz   | Wasserburg  | Mittelalter  | nördlicher Ortsrand, nördlicher Bereich des Guts, in der Aue des Lockwitzbachs                           | überbaut durch Schloss, Graben in Teilen als Senke erhalten, Schutz seit 28. Juni 1966        |      |